# Siphona brasiliensis
Siphona brasiliensis là một loài ruồi trong họ Tachinidae.